# Wołodymyr Blincow
Wołodymyr Stepanowycz Blincow (ur. 17 maja 1948 w Barmaszowem w Ukraińskiej SRR) – ukraiński specjalista w dziedzinie technologii podwodnych, doktor nauk technicznych, profesor, Zasłużony Pracownik Nauki i Techniki Ukrainy (2006). Laureat Państwowej Nagrody Ukrainy w dziedzinie nauki i technologii (2012).
Członek Międzynarodowej Akademii Nauk o Morzu, Technologii i Innowacji, Akademii Nauk Okrętowych Ukrainy, Akademii Nauk Nawigacji i Zarządzania Ruchem (Rosja), członek Królewskiego Instytutu Budowy Okrętów i Instytutu Inżynierów Morskich Wielkiej Brytanii.

## Biografia
Urodził się 17 maja 1948 r. we wsi Barmaszowe, powiat żowtneński, obwód mikołajowski (obecnie wieś Biłozerka, powiat witowski, obwód mikołajowski).
W 1971 ukończył studia w Mikołajowskim Instytucie Okrętowym (obecnie Narodowy Uniwersytet Budowy Okrętów im. Admirała Makarowa) na kierunku „Wyposażenie elektryczne statków”, gdzie pracuje do dziś.
Pracował kolejno jako stażysta, asystent, starszy wykładowca, profesor nadzwyczajny i wreszcie profesor w Katedrze Wyposażenia Elektrycznego Okrętów. Od 1984 do 2017 roku kierował Katedrą Wyposażenia Elektrycznego Okrętów (obecnie Katedra Elektrotechniki Zespołów Okrętowych i Robotyki). Od 1991 do 2003 był dziekanem Wydziału Elektrycznego, od 2003 do 2009 dyrektorem Instytutu Automatyki i Elektrotechniki. Od 1999 r. profesor Katedry Wyposażenia Elektrycznego Okrętów, jednocześnie w latach 1993–1995 i od 2002 r. kierownik Centrum Technologii Podwodnej na uczelni. Od 2009 do 2021 roku prorektor ds. nauki. Od kwietnia 2021 profesor Katedry Elektrotechniki Zespołów Okrętowych i Robotyki.

## Praca naukowa
Organizator i kierownik wielu projektów naukowych dotyczących opracowania i praktycznego zastosowania nowych rozwiązań robotyki podwodnej dla Ministerstwa Obrony Ukrainy, Państwowej Służby Ratunkowej Ukrainy, Służby Bezpieczeństwa Ukrainy i Narodowej Akademii Nauk Ukrainy, a także organizacji z Rosji, Wietnamu i Chin. Pod jego kierownictwem naukowcy i inżynierowie katedry stworzyli i przekazali klientom ponad 30 typów pojazdów podwodnych, w tym dwa pojazdy podwodne przyjęte na zlecenie Ministra Obrony Ukrainy do służby w Marynarce Wojennej Ukrainy.
Zespół naukowy kierowany przez Blincowa wykonał szereg prac na Morzu Azowskim, Czarnym i Bałtyckim w zakresie zrobotyzowanego wyszukiwania i badania obiektów podwodnych.

## Nagrody
- Odznaczenia Prezydenta Ukrainy, Ministra Oświaty i Nauki Ukrainy, Ministerstwa Obrony Ukrainy, Państwowej Służby ds. Stanów Nadzwyczajnych Ukrainy, Państwowej Służby Specjalnej Łączności i Ochrony Informacji Ukrainy, ukraińskich organizacji społeczne i Rady Miasta Mikołajowa[2][4].
- Odznaczony honorową nagrodą Prezydenta Miasta Mikołajów „Za zasługi dla miasta Mikołajów”.
- Kawaler Orderu „Chwały Kozackiej” międzynarodowej organizacji publicznej „Kozacy Zaporoża”[1].